# Болотниковская улица
Боло́тниковская улица — улица в городе Москве (с 1951 года).

## Расположение
Расположена между Варшавским шоссе и Новочерёмушкинской улицей. Проходит по территории Юго-Западного (район Зюзино, Черёмушки) и Южного (район Нагорный) округов города Москвы. Длина улицы — 3,8 км. Движение двустороннее на всем протяжении, кроме короткого участка между Симферопольским бульваром и Азовской улицей, на котором движение одностороннее к Симферопольскому бульвару.

## Название
Названа 12 марта 1951 года в честь Ивана Исаевича Болотникова — предводителя крестьянского восстания в начале XVII века, армия которого сражалась в районе этой улицы в декабре 1606 года против царского войска Василия Шуйского.

## История
Улица являлась одной из главных в рабочем поселке, возникшем вокруг деревни Волхонка в середине 1930-х годов (см. Коломенский посёлок). В конце 1950-х годов окрестные селения присоединили к Москве, и здесь началось массовое жилищное строительство (см. Волхонка-ЗИЛ).
Долгое время улица имела длину 2,4 км и проходила от Варшавского шоссе до Севастопольского проспекта. В 2011 году построен новый участок от Севастопольского проспекта до Новочерёмушкинской улицы (до 2013 года — Проектируемый проезд № 4668А, на основании постановления Правительства Москвы от 15.04.2013 № 235-ПП фактически присоединён к улице).

## Транспорт
- Начало:
  - Автобусы 965, м95, с929, т52 (ост. Болотниковская улица)
  - Станция метро  Варшавская.
- Середина:
  - Автобусы 67, 273, 968, с918.
  - Станции метро  Каховская,  Севастопольская,  Нахимовский проспект.
- Конец:
  - Автобус 993 (ост. Новочерёмушкинская улица)
  - Станция метро  Новые Черёмушки.